# Korostinka
Korostinka (ryska: Коростинка) är ett vattendrag i Belarus.   Det ligger i voblasten Homels voblast, i den centrala delen av landet, 230 km söder om huvudstaden Minsk.
I omgivningarna runt Korostinka växer i huvudsak blandskog. Runt Korostinka är det glesbefolkat, med 9 invånare per kvadratkilometer.